# Yátova
Yátova – gmina w Hiszpanii, w prowincji Walencja, we wspólnocie autonomicznej Walencja, o powierzchni 120,24 km². W 2011 roku liczyła 2136 mieszkańców.